# Jonas Okholm Jensen
Jonas Okholm Jensen (f. 1980), er en dansk forfatter, der i 2016 debuterede med samlingen Så snart man åbner vinduet ud til den populære sol vælter årets første flue ind i rodet på forlaget Escho. Debuten blev bl.a. nomineret til Bukdahls Bet 2017.